# Messaggerie Musicali
Le Messaggerie Musicali sono state una delle più note aziende di edizioni musicali italiane; nel corso degli anni hanno ampliato l'attività al settore della distribuzione discografica, fino alla chiusura nel 2006.

## Storia delle Messaggerie Musicali
L'azienda fu fondata nel 1936 con la denominazione "S.A. Messaggerie Musicali" da László Sugár (più noto con il nome italianizzato "Ladislao") e Paolo Giordani, già proprietarii delle edizioni musicali Suvini Zerboni; con la fondazione venne anche aperto un punto vendita nei pressi di piazza Duomo a Milano.
Nel dopoguerra le Messaggerie Musicali si dedicarono anche alla distribuzione discografica, occupandosi della CGD e di tutte le etichette gestite dal gruppo discografico di Teddy Reno (a cui Sugar dapprima si affiancò nel 1952 acquistandone il 50% e poi rilevò nel 1959).
A partire dal 1947 le Messaggerie Musicali rilevarono l'edizione della rivista Musica Jazz, fondata da Giancarlo Testoni due anni prima.
La società ha cessato di esistere nel 2006, quando è stata acquistata dal Gruppo Mondadori, che trasformò il punto vendita in un negozio Mondadori.